# Bokermannohyla sazimai
Espèce
Synonymes
- Hyla sazimai Cardoso & Andrade, 1982

Statut de conservation UICN

 DD  : Données insuffisantes
Bokermannohyla sazimai est une espèce d'amphibiens de la famille des Hylidae.

## Répartition
Cette espèce est endémique de l'État du Minas Gerais au Brésil. Elle se rencontre de 1 070 et 1 350 m d'altitude à São Roque de Minas et à Araxá.

## Étymologie
Cette espèce est nommée en l'honneur d'Ivan Sazima.

## Publication originale
- Cardoso & Andrade, 1982 : Nova espécie de Hyla do Parque Nacional Serra da Canastra (Anura, Hylidae). Revista Brasileira de Biologia, vol. 42, no 3, p. 589-593.